# Яблонная пестрокрылка
Яблонная пестрокрылка (лат. Rhagoletis pomonella) — вид двукрылых насекомых из семейства пестрокрылок (Tephritidae). Северная Америка: Канада и США. Инвазивный карантинный вид, известен случай заноса в Афганистан.

## Описание
Мелкие мухи (около 5 мм). Окраска в основном чёрная (грудка, брюшко, бёдра). Голова снизу, лапки и голени, усики хоботок и щупальца — жёлтые. На боках грудки белые полоски. Грудь и брюшко блестящие. Зимуют на стадии куколки в почве, компостных и мусорных кучах. Развитие куколок длится от 1 года до 3 лет (300 дней и более, до 47 месяцев). В северо-восточных районах США выход имаго из куколок происходит в июне—июле; а в сентябре появляется (вылет имаго) второе поколение. Самки откладывают яйца под кожицу плодов, личинки развиваются в яблоках 2—3 недели (до 10 и более в одном плоде), приводя их к загниванию и опаданию.
Яблонная пестрокрылка стала хорошим примером симпатрического видообразования. До 1647 года (когда европейские колонисты впервые завезли в Северную Америку саженцы яблони) они питались боярышником и другими растениями. Однако, позднее произошла специализация и выделение новой яблоневой расы (на яблоках впервые найдены в 1864 году), которая практически не скрещивается с исходной боярышниковой расой (уровень гибридизации не более 4—6 %).

## Вредоносность
В плодоводстве США по степени вредоносности конкурирует с традиционным вредителем — яблонной плодожоркой. В некоторых штатах повреждает более 25 % плодов яблок. Среди кормовых растений: яблоня, груша, айва, вишня, черешня, слива, тёрн, боярышник, черника, брусника, ежевика, кизильник, абрикос, снежноягодник (плоды).